# Patience Dabany (Marie-Joséphine Kama)
Pour les articles homonymes, voir Marie-Joséphine.
Patience Dabany, de son vrai nom Marie-Joséphine Kama, née le 1945 à Brazzaville (République du Congo), est une artiste musicienne gabonaise, également femme politique.
Elle devient, à 23 ans, l'épouse du président Omar Bongo. Elle est la mère d'Ali Bongo, qui succède à son père à la tête du pays en 2009.

## Biographie

### Enfance et formation
Patience Dabany naît à Brazzaville, à l'époque capitale de l’Afrique-Équatoriale française,. Son père Jérôme Dabany et sa mère Véronique Nabibiga sont originaires du Haut-Ogooué au Gabon. Elle fait ses études primaires à l'école catholique de Brazzaville où elle devient par la suite institutrice. Comme tout enfant, elle s’identifie très vite à ses parents à travers les chants et les danses traditionnelles de sa mère, plus encore au son des tambours et de l’accordéon de son père et de la guitare de son frère.

### Première dame du Gabon
En 1958, âgée de 17 ans, elle rencontre le jeune Albert-Bernard Bongo, qu'elle épouse le 31 octobre 1959 et avec qui elle a deux enfants : Alain Bernard Bongo (Ali Bongo Ondimba) et Albertine Amissa Bongo.
Albert-Bernard Bongo, arrêté et interné temporairement en 1964, devient ministre en 1965, et président du Gabon en 1967.
Militante politique soutenant son mari, Joséphine, devenue Première dame du Gabon,, crée un groupe musical et d'animation politique, Akébé II, allusion directe au quartier où habitait la majorité des militantes du groupe. Puis elle lance l'orchestre Banowita qui devient en 1975 Kounabéli Mbil'asuku qui signifie « l'aigle du Haut-Ogooué ». Joséphine Nkama, sous le pseudonyme de Patience Dabany, est auteur compositeur de musiques et chorégraphies du groupe. Pendant des années, elle accepte avec résignation les infidélités de son époux et chef de l'État.

### Carrière musicale
En 1987, après son divorce avec le président Omar Bongo, elle s'exile en Europe puis aux États-Unis pour entamer une carrière musicale. Elle redevient alors Patience Dabany. Patience Dabany dite « la Mama » puise son inspiration dans la rumba congolaise et dans le répertoire batéké, au sud-ouest du Gabon. Elle ouvre deux studios numériques : Mbila à Los Angeles aux États-Unis et Elumba 2 à Libreville (Gabon). Elle est à la fois auteure, compositrice, percussionniste et chanteuse. Elle contribue également à lancer des artistes gabonais comme Oliver N'Goma, Aziz Inanga, Annie-Flore Batchiellilys ou Angèle Assélé (sa nièce). Elle chante en plusieurs langues (français, anglais, lingala, fang, batéké...) et ses chansons sont réputées mélodieuses et dansantes avec des musiques variées (rap, zouk, salsa, rumba...). Dans ses chansons, Patience Dabany aborde les thèmes de l'amour, du temps, de la mort, et de la protection familiale et maternelle.
En 2004, elle sort son opus Obomiyia, produit par le Camerounais Edgar Yonkeu, avec la participation de Quincy Jones et de Jacob Desvarieux. En 2007, elle sort l'album No Comment, avec pour titre phare "Ewawa". En 2010, la mama Patience Dabany réalise un double album, La locomotive, avec des medleys, un bonus track et des titres aux beats afro zouk, zouk-love, rumba, afro-cubain, afro-jazz, merengué ou batéké. Cet opus est réalisé avec des invités, dont le groupe hip-hop gabonais Hayo’e, Jacob Desvarieux. Ce disque sera suivi en 2011 de La locomotive 2, spécialement consacré à la salsa new-yorkaise et portoricaine, dont un duo avec le Portoricain Tito Nieves (Humberto Nieves) sur le titre Mandoulila. On y entend une version merengué de La vie a changé (compas haïtien). En 2001, elle joue à l'Olympia à Paris. En juin 2011, elle participe à la « Grande Nuit Africaine » au Stade de France, aux côtés de nombreuses vedettes du continent. Elle a également chanté à la finale de la coupe d'Afrique des nations 2012 à Libreville, au Gabon. Le 2 novembre 2012, elle est à nouveau à Paris pour un concert au Zénith,.
En décembre 2023, le procureur général de Libreville annonce une procédure judiciaire pour « propos injurieux », après les déclarations de Patience Dabany envers le président de la transition Brice Oligui Clotaire Nguema.
En mars 2024, Patience Dabany est radiée du Parti démocratique gabonais (PDG). Elle porte plainte contre les dirigeants du parti.

## Discographie

### Albums
- Associé II (1987) 33T/LP
- Dis-moi [Your love]-(1990) CD & K7
- Lévékisha (1994) CD & K7
- Chérie ton disque est rayé (1995) CD
- La vie a changé [Nouvelle attitude] 1998 CD
- Article 106 (2001) CD
- Associé (2002) CD
- Obomiya (2004) CD
- No Comment (2007) CD
- La Locomotive (2010) CD
- La Locomotive II (2011) CD

### Quelques Singles
- Voté Ali Bongo (1996)- Les Élections législatives 1996
- Mari mar (2006)
- Les Panthère du Gabon (2007)
- L'amour d'une mère (2008)
- Papa Africa (2009) - Décès du Président Omar Bongo Ondimba
- Ali 9 (2009) - Élection anticipée 2009
- Un an déjà (2010)-Anniversaire décès du Président Omar Bongo Ondimba
- Cinquantenaire du Gabon (2010)
- On vous connaît (2011)
- Célébrons l'Afrique feat Magic System, X-Maleya, Miki Badboy & Bill Clinton Kalonji (2012) - Coupe d'Afrique 2012
- Tais-toi quand tu parles (2016)
- L'Afrique au Gabon feat (Serge Beynaud, ...) can gabon 2017